# Budapestuppgörelsen

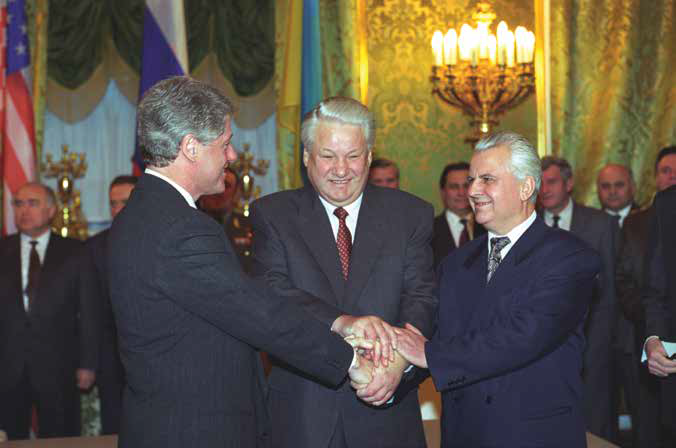
USA:s president Bill Clinton, Rysslands president Boris Jeltsin och Ukrainas president Leonid Kravtjuk.

Budapestuppgörelsen består av tre politiska överenskommelser som skrevs under vid en OSSE-konferens i Budapest, Ungern den 5 december 1994. Ursprungligen skrevs uppgörelsen under av tre kärnvapenmakter: Ryssland, Storbritannien och USA.
Länderna som skrev under utlovade försäkran om säkerhet i samband med att Belarus, Kazakstan och Ukraina anslöts till icke-spridningsavtalet. Försäkran bestod bland annat i att kärnvapenmakterna inte skulle använda våld mot eller hota Ukrainas, Kazakstans och Belarus territoriella integritet eller politiska självständighet. I gengäld gav Ukraina, Belarus och Kazakstan upp sina kärnvapen mellan 1993 och 1996. Ukraina hade vid den tiden världens tredje största kärnvapenarsenal. Utöver försäkran om säkerhet utlovades Ukraina också ekonomisk ersättning från både Ryssland och USA.
USA:s tidigare ambassadör i Ukraina, Steven Pifer, konstaterade 2019 att Ryssland i stort sett har brutit mot allt vad man åtog sig när man skrev under uppgörelsen, i synnerhet genom annekteringen av Krimhalvön och kriget i Donbass. USA har i högre grad hållit sina löften, enligt Pifer; däremot är det oklart hur långt den försäkran om säkerhet går som USA lovade Ukraina, och huruvida USA har gjort tillräckligt för att följa överenskommelsen i samband med rysk-ukrainska konflikten.
Kina och Frankrike skrev inte under den ursprungliga uppgörelsen, men gav något svagare individuella garantier i separata dokument.